# عمارت کشاورز صدر
عمارت کشاورز صدر مربوط به دوره قاجار است و در شهرستان خمین، بخش مرکزی، دهستان صالحان، روستای جعفرآباد واقع شده و این اثر در تاریخ ۲۰ اسفند ۱۳۸۵ با شمارهٔ ثبت ۱۸۰۰۵ به‌عنوان یکی از آثار ملی ایران به ثبت رسیده است.
این ساختمان در چند دهه گذشته منزل خاندان مجیدی بوده‌است. هم‌اکنون نیز آقای سید ابراهیم مجیدی در آن ساکن است.